# Paweł Poljański
Paweł Poljański (6 de maig de 1990) és un ciclista polonès, professional des del 2014 fins al 2020. En el seu palmarès compta amb el Campionat de Polònia en ruta sub-23 de 2012.

## Palmarès
- 2010
  - 1r al Gran Premi Dzierzoniowa
- 2011
  - Vencedor d'una etapa de la Carpathia Couriers Path
- 2012
  -  Campionat de Polònia en ruta sub-23
  - 1r al Gran Premi Ezio del Rosso
- 2013
  - 1r al Trofeu Tosco-Umbro

### Resultats al Giro d'Itàlia
- 2014. 50è de la classificació general
- 2016. 35è de la classificació general
- 2019. 89è de la classificació general
- 2020. 67è de la classificació general

### Resultats a la Volta a Espanya
- 2015. 35è de la classificació general
- 2017. 67è de la classificació general
- 2019. 57è de la classificació general

### Resultats al Tour de França
- 2017. 80è de la classificació general
- 2018. 94è de la classificació general